# John-Laffnie de Jager
John-Laffnie de Jager (Johannesburgo, Sudáfrica, 17 de marzo de 1973) es un extenista sudafricano. Se especializó en la modalidad de dobles, en la que conquistó siete títulos de ATP y alcanzó el undécimo puesto del ranking mundial.

## Títulos (7; 0+7)

### Dobles (7)
| Leyenda                |
| Grand Slam (0)         |
| Tennis Masters Cup (0) |
| ATP Masters Series (0) |
| ATP Tour (7)           |

| N.º | Fecha | Torneo   | Superficie    | Pareja         | Oponentes en la final               | Resultado      |
| --- | ----- | -------- | ------------- | -------------- | ----------------------------------- | -------------- |
| 1.  | 1992  | Moscú    | Moqueta       | Marius Barnard | David Adams Andrei Olhovskiy        | 6-4 3-6 7-6    |
| 2.  | 1994  | Tel Aviv | Dura          | Lan Bale       | Jan Apell Jonas Björkman            | 6-7 6-2 7-6    |
| 3.  | 1995  | Toulouse | Dura          | Jonas Björkman | Dave Randall Greg Van Emburgh       | 7-6 7-6        |
| 4.  | 1999  | Róterdam | Moqueta       | David Adams    | Neil Broad Peter Tramacchi          | 6-7 6-3 6-4    |
| 5.  | 2000  | Róterdam | Moqueta       | David Adams    | Tim Henman Yevgeny Kafelnikov       | 5-7 6-2 6-3    |
| 6.  | 2000  | Londres  | Moqueta       | David Adams    | Jan-Michael Gambill Scott Humphries | 6-3 6-77 7-611 |
| 7.  | 2000  | Múnich   | Tierra batida | David Adams    | Max Mirnyi Nenad Zimonjić           | 6-4 6-4        |

### Finalista en dobles (torneos destacados)
- 1999: Masters de Roma (junto a David Adams pierden ante Ellis Ferreira y Rick Leach)
- 1999: Masters de Stuttgart (junto a David Adams pierden ante Jonas Björkman y Byron Black)